# Koepjansk
Koepjansk (Oekraïens: Куп'янсьk) is een stad in de oblast Charkov, Oekraïne. Het dient als het administratief centrum van raion Koepjansk. Het is ook een belangrijk spoorwegknooppunt voor de oblast. Koepjansk herbergt de administratieve kantoren van Koepjansk Hromada, een van de hromadas van Oekraïne. In 2022 had de stad 26.627 inwoners.